# 15. Sinfonie (Haydn)
Die Sinfonie D-Dur Hoboken-Verzeichnis I:15 komponierte Joseph Haydn im Jahr 1761.

## Allgemeines

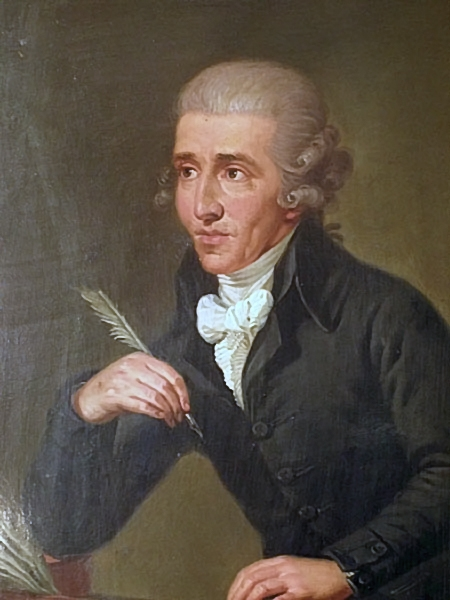
Joseph Haydn (Gemälde von Ludwig Guttenbrunn, um 1770)

Die Sinfonie Hoboken-Verzeichnis I:15 komponierte Joseph Haydn im Jahr 1761. Eine Aufführung der Sinfonie Nr. 15 war möglicherweise der Anlass für Haydns Einstellung bei Fürst Paul Anton Esterházy am 1. Mai 1761. Nach anderer Ansicht handelt es sich bei den Sinfonien Nr. 3 und Nr. 15 um vermutlich die ersten für die Esterházysche Kapelle komponierten Sinfonien. Für die Sinfonie Nr. 15 wird durch die langsame Einleitung und die Soli im Trio des Menuetts eine Nähe zur Sinfonie Nr. 25 gesehen.

„(...) Dem kräftigen Menuett und seinem reizenden Trio, in dem die Violinen den Violen und Violoncells gegenüber ein artiges Frag- und Antwortspiel führen, haben die Jahre nichts angethan; dasselbe gilt von dem nun folgenden lieblichen Andante für Streichinstrumente, dessen Thema sich wie eine Perlenschnur in der ungezwungensten Weise in seine einzelnen Motive auflöst und wiederholt sich zu wirksamer Steigerung erhebt. Der muntere Schlußsatz, Presto (…) hat einen interessanten Mittelsatz, d-moll, in dem die erste Violine ein neues Motiv durchführt, während die zweite Violine unausgesetzt in Sechzehnteln begleitet und nur Viola und Baß ihre Ruhe zu wahren wissen. Alles in Allem zeichnet sich diese Symphonie durch Reichthum an Ideen und deren gewandte Durchführung besonders aus.“

## Zur Musik
Besetzung:  zwei Oboen, zwei Hörner, zwei Violinen, Viola, Viola Solo, Cello, Cello Solo, Kontrabass. Zur Verstärkung der Bass-Stimme wurde damals auch ohne gesonderte Notierung ein Fagott eingesetzt. Über die Beteiligung eines Cembalo-Continuos in Haydns Sinfonien bestehen unterschiedliche Auffassungen.
Aufführungszeit:  ca. 20 Minuten (je nach Einhalten der vorgeschriebenen Wiederholungen)
Bei den hier benutzten Begriffen der Sonatensatzform ist zu berücksichtigen, dass dieses Schema in der ersten Hälfte des 19. Jahrhunderts entworfen wurde (siehe dort) und von daher nur mit Einschränkungen auf ein 1761 komponiertes Werk übertragen werden kann. – Die hier vorgenommene Beschreibung und Gliederung der Sätze ist als Vorschlag zu verstehen. Je nach Standpunkt sind auch andere Abgrenzungen und Deutungen möglich.

### Erster Satz: Adagio – Presto – Adagio
Die Rahmung eines schnellen Satzteils durch zwei langsame Adagios ist in Haydns gesamten sinfonischen Schaffen einmalig. In der älteren Literatur wird mit der Abfolge langsam-schnell-langsam teilweise eine Anlehnung an die französische Ouvertüre gesehen. Dagegen spricht, dass in der Sinfonie „weder die rahmenden langsamen Teile noch der rasche Mittelteil irgendeine Entsprechung zu dem für die französische Ouvertüre typischen musikalischen Gestus erkennen lassen“. So stellt das einleitende Adagio keine majestätische Einleitung dar, sondern trägt eher divertimentohafte Züge. Wolfgang Marggraf sieht „in dieser merkwürdigen Anlage ein für Haydns Frühzeit charakteristisches formales Experiment“.
Adagio: D-Dur, 3/4-Takt, Takt 1 bis 33:
Im Adagio entwickelt die durchweg pianissimo gehaltene 1. Violine ihre in Zweitaktgruppen gegliederte „charmante Cantilene“, die von den übrigen Streichern pizzicato begleitet wird. In die Zäsuren der Melodie geben die solistischen Hörner kurze Einwürfe. Dadurch entsteht eine gelassen-divertimentohafte Atmosphäre. Ähnlich wie im Adagio der Sinfonie Nr. 11, schweigen auch in diesem Satz die Oboen. Ab Takt 9 setzt die 1. Violine ihre Kantilene fort. Auf die im lombardischen Rhythmus aufsteigende Linie der 1. Violine folgt dann eine Passage mit Wechsel der Streicher von hoher und tiefer Lage unter ausgehaltenen Tönen der Hörner. Anschließend übernehmen die Hörner die Stimmführung, während nun die 1. Violine als Liegeton begleitet. Nach einer weiteren im lombardischen Rhythmus aufsteigenden Figur der 1. Violine endet das Adagio mit einer Tonrepetitionsfigur im Wechsel von hohen und tiefen Streichern in der Dominante A-Dur.
Presto: D-Dur, 4/4-Takt, Takt 34 bis 111:

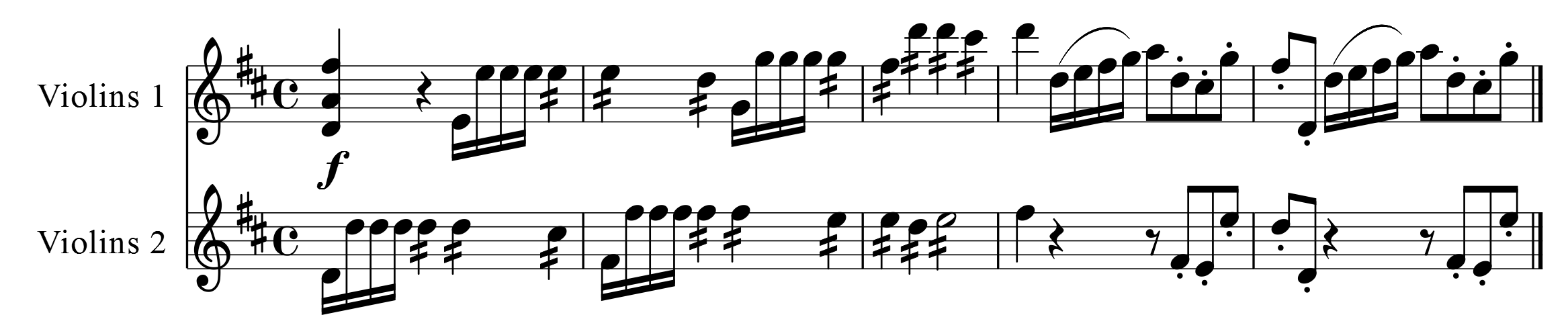
Beginn des Presto

Der schwungvolle, feurige Satz beginnt in der Tonika D-Dur mit einem zweiteiligen „Thema“. Den ersten Teil bildet eine dramatische, dissonierende Stimmenüberlagerung der Oboen und tremolierenden Violinen, die als „ansteigende Pseudo-Imitation (…) kein Thema, sondern reiner musikalischer Prozess ist.“ Nach drei Takten folgt dann ein neuer Gedanke, der ähnlich zum Anfangsthema des ersten Satzes aus der Sinfonie Nr. 4 bzw. zu einem kroatischen Volkstanz (Kolo) gestaltet ist (Akkordschlag + Sechzehntelroller + Achtel-Staccatofolge). Unisono-Sechzehntelläufe der Oboen und Violinen führen zum zweiten Thema in A-Dur, wobei vorher die Takte 47/48 rhythmisch differenziert gestaltet sind: Die 1. Violine spielt Synkopen, die 2. Violine absteigende Sechzehntelfiguren und die Viola eine aufsteigende, zur 2. Violine gegenbewegungsartige Sechzehntelfloskel.
Das zweite Thema (ab Takt 37, A-Dur) wird pianissimo nur von den beiden Violinen mit einer Achtel-Staccatofigur eingeleitet, die man sich aus dem zweiten Motiv des ersten Themas hergeleitet denken kann. Diese Figur wird dann mit Molltrübung und unter Begleitung der übrigen Instrumente erweitert. Die Schlussgruppe beginnt als Unisonowendung der Streicher, bringt dann eine Tremolofigur ähnlich zum Satzanfang sowie in dreifacher Wiederholung die gegenstimmenartige Aufwärts-Floskel der Viola aus Takt 47/48. Die Exposition endet mit dem Tremolo-Teil des ersten Themas in A-Dur.
Ohne Wiederholung der Exposition folgt nahtlos als Mittelteil („Durchführung“) eine Abfolge mehrere Motive, darunter zu Beginn auch eine Variante des Tremolo-Teils vom ersten Thema und Elemente vom zweiten Thema. Auffällig sind die starken Kontraste von Fortissimo und Pianissimo ab Takt 72.
Die Reprise setzt in Takt 81 mit dem zweiten Motiv des ersten Themas ein und verläuft dann ähnlich der Exposition. Das Presto endet nach Unisonoläufen der Streicher in A-Dur.
Adagio: D-Dur, 3/4-Takt, Takt 112 bis 134: Das Wiederaufgreifen des Adagios ist um zehn Takte verkürzt: Nach dem Dialog der 1. Violine und Hörner setzt sogleich die Passage mit dem Wechsel der Streicher in hoher und tiefer Lage und dem Liegeton der Hörner ein.

### Zweiter Satz: Menuet
D-Dur, 3/4-Takt, mit Trio 68 Takte
Der im „erhabenen, fast Händelschen“ Menuett vorherrschende punktierte Rhythmus erinnert „an den französischen Stil“ und verleiht „dem Satz etwas von der würdevollen Gemessenheit eines barocken Menuetts“. Der Satzanfang weist Ähnlichkeiten auf zum Trio des Menuetts aus „Servizio di tavola“ von 1757 des Wiener Hofkapellmeisters Georg Reutter.
Im kammermusikalischen Trio für Streicher (G-Dur) wechseln sich die Violinen mit der Soloviola und dem Solocello dialogartig mit Legato-Zweitongruppen ab.

„Hier begegnet mithin zum ersten Male jene Tendenz zum solistischen Herausstellen einzelner Instrumente, und zwar besonders häufig im Trio des Menuetts, die dann vor allem in Haydns Sinfonik der sechziger Jahre markant hervortreten wird.“

### Dritter Satz: Andante
G-Dur, 2/4-Takt, 73 Takte

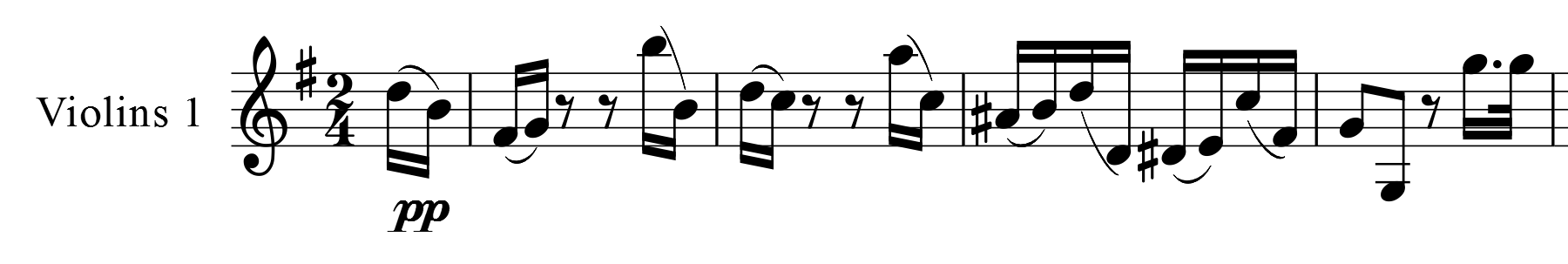
Beginn des Andante mit der auftaktigen Anfangsfloskel, die den weiteren Satzverlauf prägt

Das überwiegend zweistimmige Andante ist nur für Streicher gehalten und erinnert mit der häufig von Pausen unterbrochenen, ausdrucksvollen Melodik und den seufzerartigen Vorhalten an den empfindsamen Stil von Carl Philipp Emanuel Bach. Die auftaktige Anfangsfloskel des viertaktigen Hauptthemas spielt im weiteren Satzverlauf eine wichtige Rolle: So folgt auf das Thema in den Violinen ein neues Motiv mit Tonrepetition im punktierten Rhythmus, wobei der Bass die Pausen mit dieser Floskel füllt. Auch in der folgenden Passage ab Takt 12 tritt sie dominant in Erscheinung. Nach einem Fortissimo-Ausbruch führt eine in Synkopen fallende Linie zum Schlussmotiv der Exposition mit Tonrepetition und forte-piano-Kontrast.
Der Beginn des zweiten Satzteils ist durch den Dialog der Violinen geprägt, wobei die 1. Violine die Floskel vom Hauptthema spielt. Ein erneuter Ausbruch bis zum Fortissimo führt erneut zu einer Passage mit Synkopen in der 1. Violine (Takt 38 bis 47), während die 2. Violine ihre seufzerartigen Sekund-Motive weiterführt. Die Reprise ab Takt 50 ist ähnlich wie die Exposition strukturiert. Beide Satzteile werden wiederholt.

### Vierter Satz: Presto
D-Dur, 3/8-Takt, 158 Takte
Das Presto ist dreiteilig nach dem Schema A-B-A angelegt und erinnert damit sowie durch den etwas tänzerischen Charakter an die Struktur eines Menuetts mit Trio.
Der A-Teil ist im galanten Stil eines „Kehraus“ gehalten. Auch er ist in sich dreiteilig:
- Teil 1 (Takt 1 bis 20): Vorstellung des Themas, das aus zwei Phrasen besteht (Phrase 1: Takt 1 bis 6, Phrase 2: Takt 7 bis 10). Das Thema ist zehntaktig und endet zunächst „offen“ auf der Dominante A, anschließend wird es einmal wiederholt mit Schluss auf der Tonika D (Takt 20).
- Teil 2 (Takt 21 bis 32): Fortführung der Gedanken vom A-Teil.
- Teil 1 (Takt 33 bis 44): Wiederaufgreifen des Themas mit variierter Schlusswendung.

Der Mittelteil kontrastiert durch die Tonart d-Moll und die Beschränkung auf Streicher im Piano. Die 1. Violine ist mit „einer eigentlümlich tänzerisch-federnden Melodie“ stimmführend, die übrigen Streicher begleiten (die 2. Violine mit „flüsternden Sechzehntel-Ketten“, Bass und Viola mit getupftem Fundament).
- Teil 1 (Takt 45 bis 60): Das achttaktige Thema weist eine charakteristische vierfache Tonrepetition mit Sekunde aufwärts in seinem Kopfmotiv sowie eine Auflockerung des Rhythmus (verkürzte Variante des Kopfmotivs mit über den Takt gehaltener Note und Sekunde aufwärts) auf. Es wird wiederholt.
- Teil 2 (Takt 61 bis 82) besteht wiederum aus zwei Phrasen. Die erste beginnt ausgehend von F-Dur und variiert die Motive des vorangegangenen Themas (Sekunde abwärts und zweifache Tonrepetition). Die zweite Phrase weist zunächst neben der Tonrepetition große Intervallsprünge auf und leitet dann als fallende Linie nahtlos in das Wiederaufgreifen des Themas von Teil 1 über.
- Anschließend wird Teil 2 komplett wiederholt (Takt 83 bis 104).

Ab Takt 105 wird der A-Teil fast wörtlich wiederholt. Mit einer Coda beendet Haydn den Satz.